# Yebra de Basa
Yebra de Basa – gmina w Hiszpanii, w Aragonii, w prowincji Huesca, w comarce Alto Gállego.
Powierzchnia gminy wynosi 90,9 km². Zgodnie z danymi INE, w 2005 roku liczba ludności wynosiła 172, a gęstość zaludnienia 1,89 osoby/km². Wysokość bezwzględna gminy równa jest 884 metry. Współrzędne geograficzne gminy to 42°28'58"N, 0°18'0"E. Kod pocztowy do gminy to 22610.

## Demografia
| 1991 | 1996 | 2001 | 2004 | 2005 |
| ---- | ---- | ---- | ---- | ---- |
| 173  | 172  | 161  | 166  | 172  |